# Zouheir Shourbagi
Zouheir Shourbagi, także Zouheir Al-Shourbagi (ar. زهير الشوربجي) – syryjski skoczek do wody, pierwszy reprezentant Syrii na igrzyskach olimpijskich.
Brał udział w Letnich Igrzyskach Olimpijskich 1948 w Londynie, gdzie wystąpił w skokach z wieży (10 m). Z wynikiem 97,81 pkt. uplasował się na 10. miejscu wśród 25 startujących zawodników.
Był jednym z pionierów ratownictwa wodnego w Syrii. W 1958 roku został przewodniczącym Syryjskiego Najwyższego Komitetu Ratownictwa, które organizowało kursy z zakresu ratowania życia i pływania dla syryjskich strażaków, policjantów i żołnierzy. Shourbagi był jednym z nauczycieli, w 1969 roku nadal nauczał.